# Sky Rojo
Sky Rojo é uma série de televisão espanhola de comédia dramática e ação, criada por Álex Pina e Esther Martínez Lobato. A série acompanha três prostitutas que fogem de seu cafetão. Segundo os criadores, a série mostra "a impunidade, a ambiguidade e a realidade brutal da prostituição, e os retratos psicológicos de quem está em ambos os lados da balança". Pina e Martínez Lobato descreveram a série como "polpa latina".
Produzida pela Vancouver Media e distribuída pela Netflix, a série estreou em 19 de março de 2021. Duas temporadas de oito episódios de 25 minutos cada foram anunciadas. A segunda temporada da série estreou em 23 de julho. A terceira e última temporada foi lançada em 13 de janeiro de 2023.

## Premissa
Coral, Wendy e Gina, três prostitutas, fogem em busca de liberdade enquanto são perseguidas por Romeo, seu cafetão do Las Novias Club em Tenerife, e seus capangas, Moisés e Christian. Juntas, as mulheres embarcam em uma jornada frenética e caótica durante a qual devem enfrentar perigos de todos os tipos e viver cada segundo como se fosse o último, enquanto fortalecem sua amizade e descobrem o mais importante: que juntas são mais fortes e têm mais opções para recuperarem suas vidas. 

## Elenco e personagens

### Principal
- Verónica Sánchez como Coral, uma ex-bióloga que trabalha no Las Novias Club e vê seu trabalho como uma forma de escapar de seu passado sombrio
- Miguel Ángel Silvestre como Moisés Expósito, um dos capangas de Romeu e irmão mais velho de Christian. Ele recruta mulheres para Romeo e as traz para o clube.
- Asier Etxeandia como Romeo, cafetão e dono do Las Novias Club
- Lali Espósito como Wendy, uma lésbica de Buenos Aires. Ela foge da Villa 31 e se torna trabalhadora do sexo no bordel para ganhar dinheiro e proporcionar uma vida melhor para ela e sua namorada.[7]
- Yany Prado como Gina, uma cubana que foi traficada sexualmente para o clube sob o pretexto de aceitar um emprego de garçonete para sustentar seu filho pequeno e sua mãe doente
- Enric Auquer como Christian Expósito (temporadas 1–2), um dos capangas de Romeu e irmão mais novo de Moisés.[8][9]
- Catalina Sopelana como Greta (Temporada 3), interesse amoroso de Wendy.

### Recorrente
- Carmen Santamaría como Charlotte, a senhora do clube
- Cecilia Gómez como Gata, uma profissional do sexo no clube
- Godeliv Van den Brandt como Rubí, uma trabalhadora do sexo no clube
- Penélope Guerrero como Tsunami, uma profissional do sexo no clube
- Luisa Vides como Lupe, uma trabalhadora do sexo no clube
- Niko Verona como Cachopo, assistente de Romeu
- Chani Martín como Fernando, dono de um motel e cliente do clube. Ele tem um relacionamento com Gina.
- Paco Inestrosa como Arcadio
- Iván Yao como Xuan
- Antonio Fdez como Tony, barman do Club Las Novias
- Daniel Prim como Walter, barman

### Convidado
- Luis Zahera como Alfredo, veterinário e cliente do clube
- Daria Krauzo como Bambi, uma profissional do sexo no clube
- Alicia Sánchez como Dolores Expósito, mãe de Moisés e Christian
- Yanet Sierra como mãe de Gina
- José Manuel Poga como Fermín, cliente do clube

## Produção

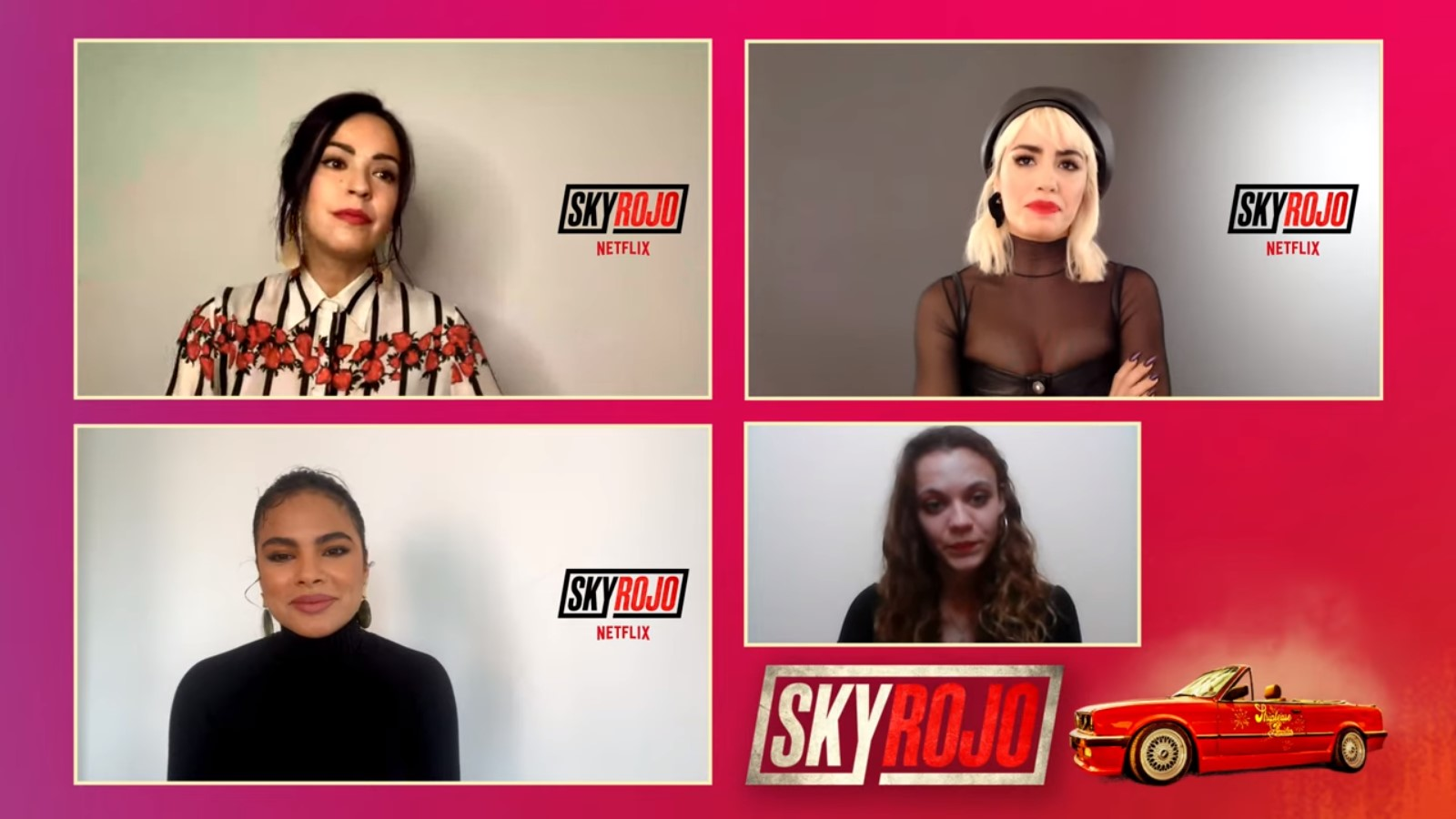
Verónica Sánchez, Lali Espósito e Yany Prado em entrevista sobre "Sky Rojo".

As filmagens começaram em Madrid em 18 de novembro de 2019, e depois se mudaram para Arico, Tenerife. As filmagens estavam programadas para mudar para Castilla-La Mancha no início de 2020 e acontecer lá por aproximadamente quatro meses. No entanto, o projeto foi adiado pela pandemia de COVID-19 e as filmagens continuaram em outubro de 2020 em Madrid. Embora situado no sul de Tenerife, o local de filmagem do clube Las Novias foi uma propriedade perto de Huerta de Valdecarábanos, província de Toledo. 
A série está programada para durar duas temporadas de oito episódios de 25 minutos cada. Em uma declaração conjunta, os criadores disseram: “Queríamos que Sky Rojo tivesse a mesma ação frenética de sempre, mas usar os 25 minutos de duração para enfatizar a natureza dinâmica da trama: a fuga, a corrida pela sobrevivência. O terceiro ato de um filme ou episódio é onde toda a energia converge para produzir a explosão mais vibrante de todos os conflitos que estão sendo narrados. O que nos propusemos a fazer foi fazer um terceiro ato constante, para canalizar toda a nossa história através dessa energia frenética". 
Em 19 de janeiro de 2021, foi anunciado por meio de um teaser trailer que a primeira temporada da série estrearia exatamente dois meses depois, em 19 de março. O trailer oficial da série foi lançado em 2 de março de 2021.

## Recepção
Durante o fim de semana de estreia, Sky Rojo foi o quarto programa mais assistido na Netflix em todo o mundo e o programa em língua não inglesa mais assistido no mundo. Também foi o programa mais assistido na Argentina, Espanha, Brasil, Colômbia, Chipre, República Dominicana, Grécia, Israel, Jamaica, Paraguai, Suíça, Turquia, Uruguai e Venezuela, alcançando o top dez em sessenta e um países.
A revista de negócios americana Forbes relatou que Sky Rojo foi o programa mais assistido na Espanha no dia seguinte ao seu lançamento, superando O Falcão e o Soldado Invernal da Disney + (a estreia da série mais assistida da plataforma durante o fim de semana de estreia) naquele território. De acordo com o TV Time, os primeiros dados de desempenho do Sky Rojo durante o fim de semana de lançamento, de 9 a 21 de março, mostraram que a série entrou no Top 5 dos originais de vídeo sob demanda por assinatura mais assistidos nos principais países da Europa, Oriente Médio, África e América Latina. mercados americanos. Sheena Scott, da Forbes, escreveu que "com a superestrela argentina Lali Espósito estrelando a série, não é surpresa que Sky Rojo também tenha liderado a lista da Netflix como o programa de TV número um na Argentina durante o fim de semana de lançamento". Nos Estados Unidos e no Reino Unido, no entanto, Sky Rojo nunca entrou na parada dos 10 programas de TV da Netflix durante o fim de semana de lançamento, apesar de receber algumas críticas favoráveis dos críticos.